# Фаянс, Максимиллиан
Максимилиан Фаянс (пол. Maksymilian Fajans; 1825, Серадз — 28 июля 1890, Варшава) — польский художник-рисовальщик, литограф, фотограф.

## Биография
Родился в семье серадзкого еврейского купца.
В 1844—1849 обучался в Школе изящных искусств в Варшаве. В 1850 отправился в Париж, где до 1853 изучал искусство графики и рисунка под руководством живописца А. Шеффер.
Вернувшись в Польшу, создал одно из первых в Варшаве фотоателье.
В 1851—1863 издал 14 художественных альбомов «Польские узоры» с собственными рисунками и 24 альбома «Виды средневекового искусства» с рисунками других авторов.
М. Фаянс — мастер цветной литографии. Выпустил ряд сборников, составленных из его работ («Цветы и поэзия» (1858), «Альбом исторических видов Польши» Наполеона Орды, 1875—1883).
Занимался иллюстрированием книг и альбомов, прикладной графикой (календари, дипломы и др.). Сотрудничал с книгоиздателем и книготорговцем С. Оргельбрандом.
Участник международных фотовыставок. В 1865 (Берлин) и 1873 (Вена) работы Фаянса были отмечены международными премиями.
Похоронен на еврейском кладбище Варшавы.

## Галерея литографий и фотографий
- Гнезно с картины Н. Орды
- Бальный зал дворца Яблоновских в Варшаве. Фото 1870 г.
- А. Фредро
- А. Замойский
- Т. Нарбут
- Ю. Коженёвский
- Хенцинский замок
- Надгробная таблица польского рыцаря ок. 1425